# NGC 842
NGC 842 is een lensvormig sterrenstelsel in het sterrenbeeld Walvis. Het hemelobject werd op 8 januari 1831 ontdekt door de Britse astronoom John Herschel.

## Synoniemen
- PGC 8258
- MCG -1-6-55